# Franc Kimovec
Franc Kimovec, född 21 september 1878 i Glinje, Cerklje na Gorenjskem, död 12 januari 1964 i Ljubljana, var en slovensk tonsättare och präst.
Kimovec komponerade mässor, två rekviem, slovenska mässånger, ett tedeum (till kyrkoslavisk text) och en mängd andra kyrkliga sånger samt en rad profana körer.